# Messud I
Messud I  fou soldà de Rum del 1116 fins al 1156.
Fill de Kilij Arslan I, conquerí les terres dels danixmendites i derrotà els exèrcits de la Segona Croada.

## Govern
Després de la derrota i mort del seu pare Kilij Arslan I per Fakhr al-Mulk Ridwan, emir d'Alep en una batalla vora el riu Khabur el 1107, Messud perdé el tron que ocupà el seu germà Màlik-Xah, però aquest fou derrotat per l'emperador romà d'Orient Aleix I Comnè a la batalla de Filomèlion i, segons una observació d'Anna Comnena en l'Alexíada que els historiadors consideren poc versemblant, va signar llavors un tractat amb l'emperador acceptant que els romans d'Orient recuperessin totes les seves terres a Anatòlia.
Amb suport dels danixmendites, Messud, germà de Malik Shah, el va derrotar i capturar Konya en 1116, i Malik Shah fou encegat i finalment assassinat pel seu germà Messud, que el va succeir com a sultà. El tractat amb Aleix I Comnè va ser anul·lat. En 1126 Arab ibn Kilidj Arslan I, que s'havia establert a Ankara i Kastamonu va dirigir-se a prendre Konya, i Messud es va aliar amb l'emperador. Junts el van derrotar, Arab es va refugiar a Cilícia i Joan II Comnè va capturar Kastamonu, que acabà en mans d'Amir Ghazi. Messud va avançar llavors per Anatòlia occidental. El 1130, començà la construcció de la mesquita d'Aladí a Konya, que seria finalitzada el 1221.
Messud, a finals del seu regnat, lluità contra els exèrcits de la Segona Croada. Un dels exèrcits estava comandat per Conrad III d'Alemanya i l'altre per Lluís VII de França. Messud derrotà ambdós; els primers a la batalla de Dorilèon el 1147 i els segons a Laodicea del Licos a prop de l'actual Denizli, en la batalla del Mont Cadme el 1148. A la seva mort fou succeït pel seu fill Kilij Arslan II el 1156, quan el Soldanat de Rum controlava pràcticament la totalitat del centre d'Anatòlia.
Una de les filles de Messud es casà amb Joan Tzelepes Comnè, membre de la casa imperial de l'Imperi Romà d'Orient, que s'havia convertit a l'islam.